# 輦道五
天鵝座17，又名BD+33 3587，HD 187013、SAO 68827、HR 7534，是天鵝座的一颗恒星，视星等为4.99，位于銀經68.81，銀緯4.44，其B1900.0坐标为赤經19h 42m 37.8s，赤緯+33° 4.44′ 41″。